# NGC 3501
NGC 3501 (również PGC 33343 lub UGC 6116) – galaktyka spiralna (Sc), znajdująca się w gwiazdozbiorze Lwa. Odkrył ją Édouard Jean-Marie Stephan 23 kwietnia 1881 roku.